# Kornél Pajor
Kornél Pajor (ur. 1 lipca 1923 w Budapeszcie, zm. 18 maja 2016 w Täby) – węgierski łyżwiarz szybki reprezentujący także Szwecję, dwukrotny medalista mistrzostw świata i Europy.

## Kariera
Największy sukces w karierze Kornél Pajor osiągnął w 1949 roku, kiedy wywalczył złoty medal podczas wielobojowych mistrzostw świata w Oslo. Wyprzedził tam bezpośrednio Keesa Broekmana z Holandii oraz Norwega Odda Lundberga. Węgier wygrał tam na dystansach 5000 i 10 000 m, na 1500 m był szósty, a w biegu na 500 m zajął ósme miejsce. W biegu na 10 000 m uzyskał tam przewagę 11 sekund na drugim na mecie Broekmanem oraz blisko minuty nad trzecim, Johnnym Cronsheyem. W tym samym roku zajął trzecie miejsce na wielobojowych mistrzostwach Europy w Davos, przegrywając z dwoma Norwegami: Sverre Farstadem i Hjalmarem Andersenem. Pajor był tam najlepszy w biegu na 5000 m, na 10 000 m był drugi, na 1500 m czwarty, a w biegu na 500 m zajął ósmą pozycję. Rok wcześniej brał udział w igrzyskach olimpijskich w Sankt Moritz, gdzie jego najlepszym wynikiem było czwarte miejsce na dystansie 10 000 m. W biegu tym walkę o medal przegrał z Penttim Lammio z Finlandii. Na tych samych igrzyskach był też dziesiąty na dwukrotnie krótszym dystansie, czternasty w biegu na 1500 m, a w biegu na 500 m zajął 21. pozycję.
Po zdobyciu tytułów w 1949 roku Pajor nie wrócił do kraju, zamiast tego uciekł do Szwecji. W 1949-1951 startował jako zawodnik niezależny, pod flagą Międzynarodowej Unia Łyżwiarskiej. W tym czasie wywalczył brązowy medal na mistrzostwach świata w Eskilstunie w 1950 roku. Przegrał tam tylko z Hjalmarem Andersenem i Brytyjczykiem Johnnym Cronsheyem. Dokonał tego, mimo faktu, iż w żadnym z biegów nie plasował się w czołowej trójce. Na dystansach 500 i 1500 m był czwarty, na 10 000 m zajął piąte miejsce, a w biegu na 5000 m był siódmy.
W połowie 1951 roku uzyskał szwedzkie obywatelstwo i od tego czasu startował w barwach tego kraju. Jedyny medal dla nowej ojczyzny zdobył w 1952 roku, zajmując trzecie miejsce na wielobojowych mistrzostwach Europy w Östersund. Lepsi okazali się jedynie Hjalmar Andersen i Holender Kees Broekman. Pajor był tam trzeci na dystansach 5000 i 10 000 m, siódmy na 1500 m, a na 500 m zajął dopiero 14. miejsce. Późna zmiana obywatelstwa uniemożliwiła mu start na igrzyskach olimpijskich w Oslo w lutym 1952 roku. Karierę zakończył w 1954 roku.
Po zakończeniu kariery pozostał w Szwecji. Pracował jako architekt w Djursholm.